# Santa Clarita, Kalifornija
Santa Clarita je grad u američkoj saveznoj državi Kaliforniji. Upravno pripada okrugu Los Angeles.

## Zemljopis
Grad zauzima veći dio doline Santa Clarita. Nalazi se 56 km sjeverozapadno od Los Angelesa. Četvrti je grad okruga prema broju stanovnika.
Santa Clarita se prostire na 160,9 km².

## Povijest
Santa Clarita je mladi grad - status grada je dobila 1987. godine, spajanjem naselja Canyon Country, Newhall, Saugus i Valencia, ali ima dugu povijest. Taj je prostor bio naseljen još prije 25.000 i 18.000 godina. Prije kolonijalista, naseljavali su ga Alliklik Indijanci.

## Stanovništvo
Prema popisu stanovništva iz 2000. godine grad je imao 151.088 stanovnika, 50.787 domaćinstava i 38.242 obitelji. Prosječna gustoća naseljenosti bila je 1.219 stan./km².
Prema rasnoj podjeli u gradu živi najviše bijelaca, 79,53 % (od toga Hispanoamerikanaca 20,50 %), Afroamerikanaca ima 2,07 %, Azijata 5,24 %, Indijanaca 0,59 %, stanovnika podrijetlom s Pacifika 0,15 %, ostalih rasa 8,54 %, a stanovnika izjašnjenih kao dvije ili više rasa 3,89 %.

## Vanjske poveznice
- Službene stranice grada (engl.)
- Stranica Turističke zajednice (engl.)